# Colin McRae Rally (jogo eletrônico de 1998)
Colin McRae Rally é um jogo eletrônico de corridas desenvolvido pela produtora britânica Codemasters e lançado em 1998 para PlayStation, Windows e Game Boy Color.